# Gai Celi Caldus (qüestor 50 aC)
Gai Celi Caldus (llatí: Gaius Cælius Caldus) va ser un magistrat romà. Formava part dels Caldus, una família de la gens Cèlia, d'origen plebeu.
Era fill de Luci Celi Caldus i net de Gai Celi Caldus. Va ser nomenat qüestor l'any 50 aC a Cilícia, quan aquesta era sota govern de Ciceró. Quan Ciceró va marxar de la província, va deixar l'administració del govern en mans de Caldus, tot i que no era apte pel càrrec, sigui per la seva edat o pel seu caràcter. Entre les cartes conservades de Ciceró n'hi ha una dins de les Epistulae ad familiares dirigida a Celi Caldus quan va prendre possessió del càrrec de qüestor.